# 大韓民国国軍
大韓民国国軍（だいかんみんこくこくぐん、韓国語: 대한민국 국군、漢字: 大韓民國國軍、翻字: テハンミングク クックン）は、大韓民国が保有する軍隊である。

## 概要

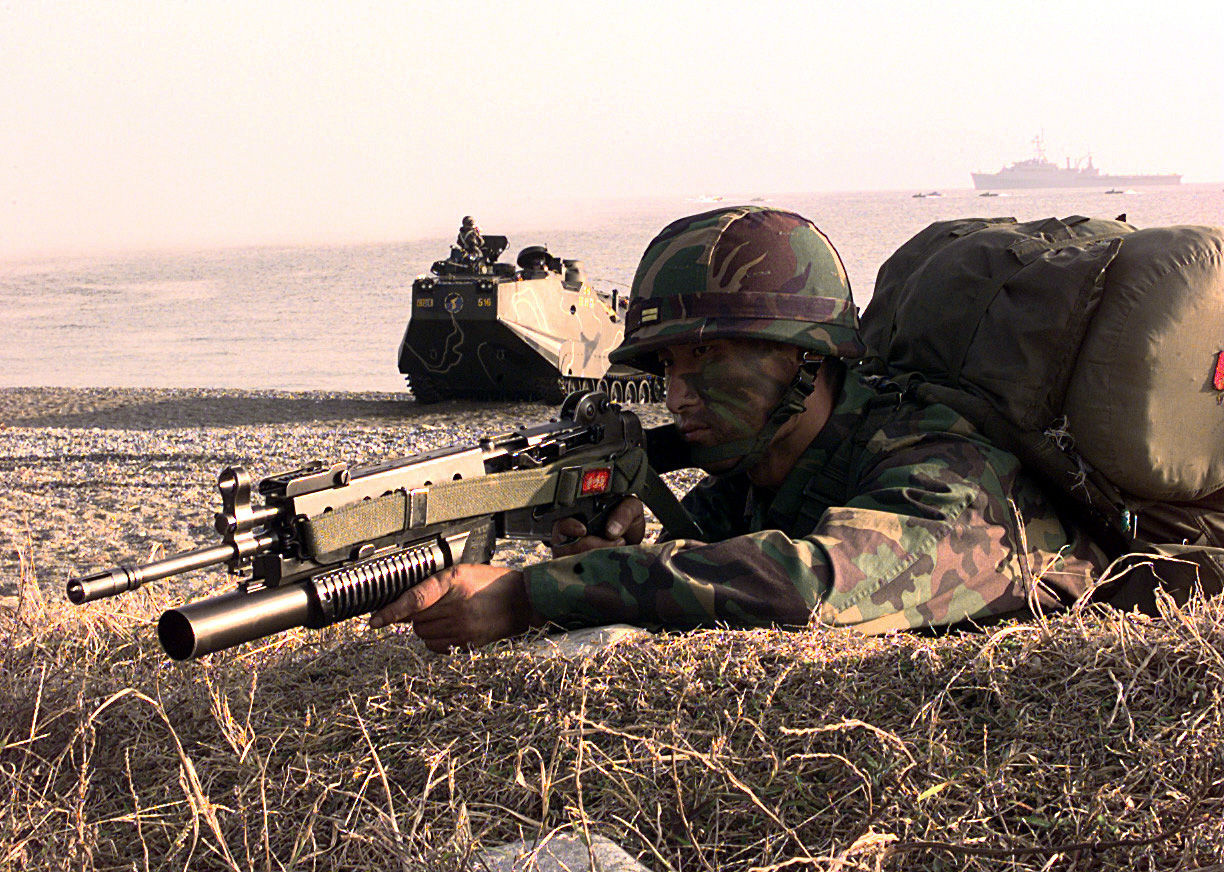
大韓民国海兵隊の兵士

朝鮮半島において韓国軍は軍事境界線を挟んで朝鮮人民軍（北朝鮮軍）と対峙する地理的位置にある。朝鮮戦争と冷戦を経て韓国軍は国家の安全保障を達成するために常に臨戦体制を維持してきた。韓国軍の目標は1981年11月の国防部政策会議の議決によれば「敵の武力侵攻から国家を防衛し、平和統一を支援し、地域的な安定と平和に寄与する」と定められている。韓国全軍の最高指揮官は憲法63条3項において大統領とされており、「国軍を統帥する最高指揮官」であり、朝鮮半島の統一について憲法上の義務を負っている。
韓国軍は陸海空の三軍体制であり、2021年6月時点の国防部長官は徐旭、合同参謀本部議長は元仁哲であるが、ほぼ空軍大将の指定職となっている。2022年時点での現有総兵力は約50万人、うち陸軍約36万5千、海軍約7万人（海兵隊2.9万人含む）、空軍6.5万人、予備役310万人である。さらに在韓米軍が駐留する（2018年9月末現在の在韓米軍人員は陸軍1万7200人、空軍8100人など計2万5800人）。朝鮮戦争以来の米韓同盟にてアメリカ軍との制度と運用面での緊密な連携があり、しばしば共同軍事演習を実施している。平時の作戦統制権は韓国軍が単独行使するが、有事の際の戦時作戦統制権は米韓連合司令部が掌握している。韓国軍への戦時作戦統制権の返還が議論されてきたが複数回にわたり延期を繰り返し、少なくとも2020年代半ばまでは米韓連合司令部が戦時作戦統制権を司ることが決定している。
大韓民国海軍は1973年から大韓民国海兵隊を隷下に持つ。さらに、正規軍以外に予備役（大韓民国郷土予備軍）や民防衛隊という軍事組織がある。
アメリカの軍事専門家でアメリカ国務省・国防総省のコンサルタントでもあるジム・ダニガンは2003年の自身の著書において韓国の軍事力を米中露に次ぐ4位に位置付けた。アメリカの Global Firepower Index による2024年の軍事力ランキングにおいて、韓国は5位である。英国王立防衛安全保障研究所は2002年に核戦力を除いた軍事力ランキングを発表し、韓国を米中露仏英に次ぐ6位に位置付けた。同報告書において韓国の軍事力を陸海空別にみると、陸軍4位、空軍8位、海軍10位であり、陸軍に偏った戦力の不均衡がうかがえる。
朝鮮民主主義人民共和国では傀儡韓国軍(ケレハングックン、괴뢰한국군)や韓国傀儡軍(ハングッケレグン、한국괴뢰군)、あるいは縮めて傀儡軍(ケレグン、괴뢰군)と差別的に呼ばれるほか、単に韓国軍(ハングックン、한국군)とも呼ばれる。2024年に朝鮮の統一を放棄する以前は南朝鮮傀儡軍（ナムジョソンゲレグン、남조선괴뢰군）と呼ばれていた。

## 作戦統制権

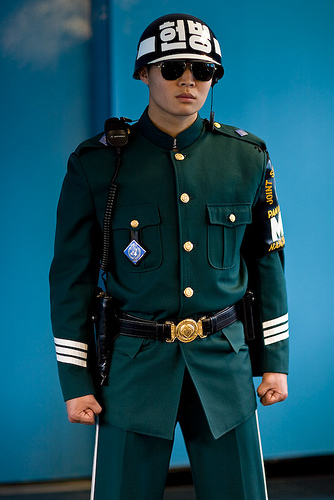
大韓民国国軍の憲兵（MP）

朝鮮半島は、世界で唯一の国連軍の監視下にある地域である。韓国においては、有事の際は米韓連合司令部が戦時作戦統制権（wartime-OPCON）を行使して作戦を遂行する。1994年までは平時の作戦統制権も米韓連合司令部が掌握していた。
盧泰愚政権時代に、戦時における作戦統制権の移管要求が高まった。アメリカ合衆国連邦政府は当初、韓国軍にその能力がないと否定的であったが、反米左派的な盧武鉉大統領（当時）が「自主国防」を掲げて、戦時作戦統制権の返還を推進するにつれ積極姿勢に転じ、2006年10月の米韓定例安保協議会（SCM）において、2009年から2012年の間に返還することで合意に達し、2007年2月の米韓防衛首脳会談で2012年4月17日に委譲することで両国が合意した。
この移譲について、両国政府はともに問題ないと説明したが、歴代の陸軍参謀総長を含む一部の韓国軍関係者や専門家は国防能力に大きな問題が生じると指摘をしていた。この動きには、盧武鉉政権を筆頭として国民レベルで高まる反米感情や、それに起因したアメリカ軍訓練施設の不足などが影響していると言われた。
韓国政府が2008年に行った韓国陸軍士官学校新入生に対する意識調査では、韓国の敵対国家の第1位はアメリカ合衆国であるという回答が寄せられ、一般の新兵に対する調査結果では、75%が反米感情を表していた。
しかし李明博政権に移行し2度目の北朝鮮の核実験や天安沈没事件が相次いで発生すると、米軍主導の防衛体制の維持が必要として、2010年6月の米韓首脳会談で戦時作戦統制権の委譲を2015年12月1日まで延期させることを決定した。2014年10月にはさらに延期することを米韓は合意した。韓国国防相は2020年代半ばをめどにするとしている。

## 軍事予算

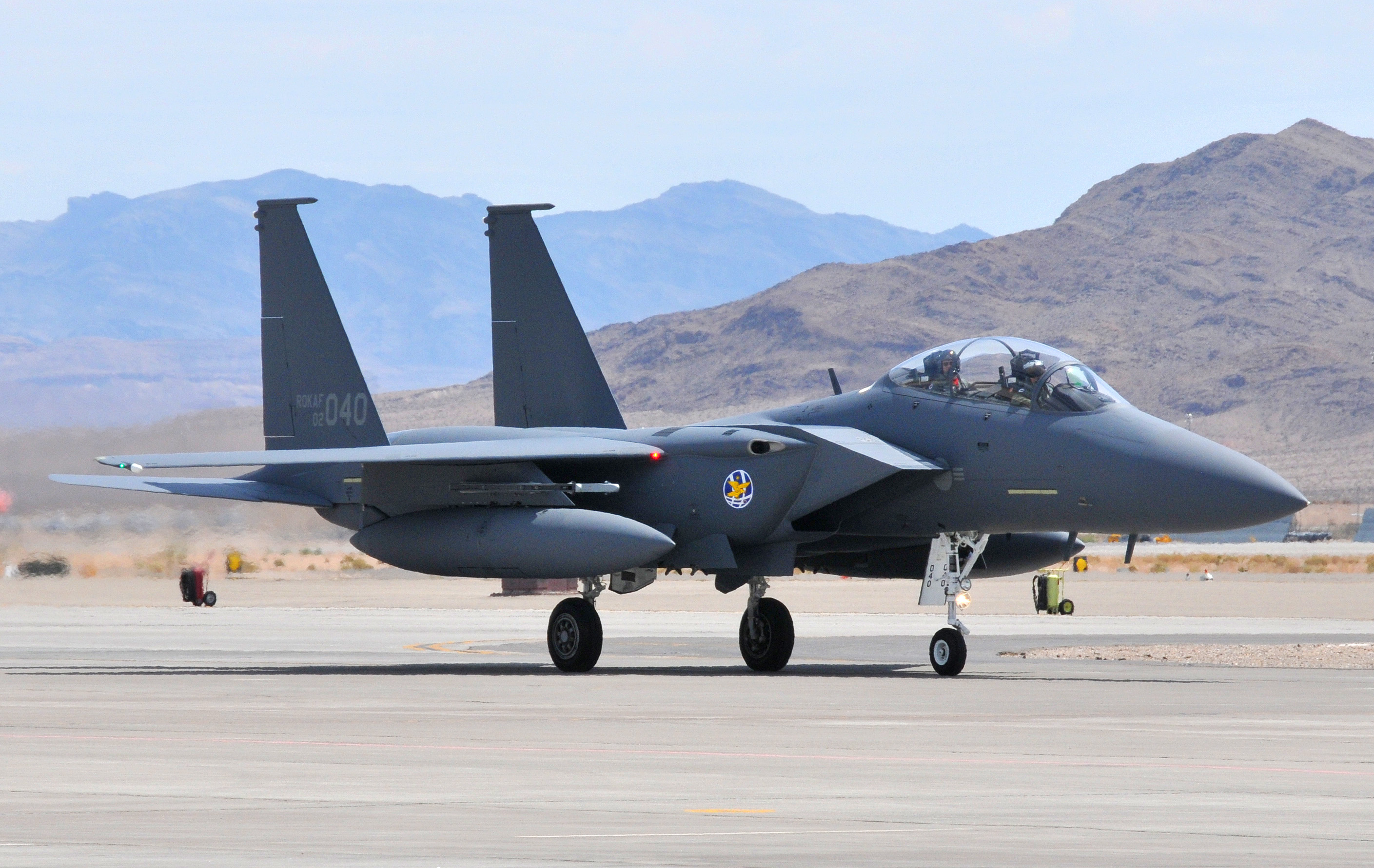
F-15K

韓国国防部の年間予算は1990年度に約6兆6千億ウォン、2002年度に約16兆3千億ウォン、2011年度に約31兆4千億ウォンと急増している。2012年度の国防部から企画財政部への概算要求予算は33兆4800億ウォンで前年比6.6%の増額要求である。
予算の拡大に伴って玄武-3巡航ミサイル、天竜巡航ミサイル、玄武-2弾道ミサイル、ATACMS弾道ミサイル、KGGB GPS誘導滑空爆弾、F-15K戦闘爆撃機、世宗大王級駆逐艦、独島級揚陸艦、K2戦車、新型対空・対地ミサイルなど、各種兵器の開発、導入を積極的に進めている。
また、ストックホルム国際平和研究所の調査によると、韓国は核兵器や化学兵器など大量破壊兵器を除く全世界の通常兵器取引で、世界第4位の兵器輸入国である。
2021年8月31日に発表された2022年政府予算案において、国防費は前年比4.5%増の55兆2277億ウォン（約5兆3000億円）となった事が明らかになり、足元の為替レートでは日本の21年度当初の防衛予算に並んだ。2023年4月24日にストックホルム国際平和研究所が発表した、2022年の世界の軍事費は2兆2400億ドル（約314兆円）で前年比3.7%。2022年の軍事費ランキングで韓国は464億ドルで世界第9位、日本は460億ドルで世界第10位となった。
韓国防衛事業庁によると、防衛装備品の輸出額については2021年には70億ドルであったが、2023年には170億ドル（2.4兆円）と急増している。これにはウクライナ戦争が関係しており、ウクライナの隣国であるポーランドは韓国製兵器を多量に購入した。例えばK-2戦車は980両（約3200億円）、K-2自走榴弾砲648両（約4300億円）、FA-50軽戦闘機48機（3200億円）となっている。K-2戦車は1両約8.7億円なので総額が合わないように見えるが、これは韓国で生産された完成品をポーランドに輸出する以外に、ポーランド国内の兵器工場でライセンス生産されるためである。

## 徴兵制度
韓国人男性に対する徴兵制と韓国人の男女に対する志願兵制を併用している。徴兵制は建国当初の軍備上の制約から1950年3月に一旦廃止されていたが、朝鮮戦争最中の1951年5月25日に復活して以降は一貫して維持されている。
兵役は大韓民国憲法で定められた国民の義務であり、兵役法（1949年8月6日公布）に基づいて実施される。全ての男性に最低18か月以上（2018年11月以前は21ヶ月。）の兵役義務があり、満18歳から満19歳までの間に徴兵検査（適性検査）を受け、身体・学力の基準に達すると陸軍・海軍・空軍・海兵隊のいずれかに入隊させられる。海兵隊は海軍の傘下であるが、独自的に募集しており兵士たちの生活も一部の例外を除き基本的には分離されている。入隊期間は所属する軍によって異なり、2022年現在は陸軍及び海兵隊18か月、海軍20か月、空軍21か月である。基本的に本人の希望によって陸軍・海軍・空軍・海兵隊へと振り分けられるが、本人が特に希望しない場合は自動的に陸軍へ入隊することになっている。また、海軍・空軍・海兵隊は事前に面接などの審査を通らなければ入隊することができないので必ずしも本人の希望通りに入隊できるとは言い切れない。徴兵後は二等兵から一等兵、上等兵、兵長までそれぞれ3か月・7か月・7か月の経過で進級する。また、本人が希望した場合は下士官に進級して6〜18か月間勤務を延長できる制度も運用されている。この場合は元々予定されていた除隊日から下士官になり、除隊するまで職業軍人と同じ扱いとなる。
かつては、良心的兵役拒否は一切認められていなかったが、2018年に憲法裁判所が違憲判決を下したことで、2020年より刑務所における代替役務制度が整備された。このほか、文化・スポーツ優秀成績者の兵役免除、徴兵検査不合格や、その年度の予算不足のため免除や短縮勤務となる者もいる。除隊後も兵役義務は続き、除隊から8年間は郷土予備軍（予備役）、40歳までは民防衛隊に所属しなければならない。但し、希望により勤務を延長し下士官まで進級した場合は40歳まで郷土予備軍の所属になる代わりに、民防衛隊に所属する義務はなくなる。この間、日常生活を送りつつも一定の日数にわたって軍事訓練又は教育を受ける必要があるため、韓国人の男性が軍と関わらなければならない期間は長期に及ぶ。
芸能人や政府関係者、富裕層などがコネなどを行使して兵役を逃れてきたが、2013年夏まで存在した芸能兵（国防広報支援員）という芸能関係の為の役職は相次ぐ不祥事発覚のため制度廃止になった。また、軍隊の代わりに官公庁に勤務する公益勤務要員制度がある（徴兵検査で現役不合格になった者）。2020年には専門家から、2030年には女性にも徴兵制度を適用しないと兵力維持すら困難だと指摘されている。
服役者、海外在留者、国外を往来する船舶の船員は兵役検査を延長することが出来る。海外の永住権を取得したもの、身体障碍者、脱北者は書類審査で免除となる。高卒未満の低学歴、徴兵された場合家族の生計が維持できなくなる場合、孤児、帰化者、スポーツや芸術で功績のある者は免除になる可能性がある。また6年以上の懲役判決を受けた場合兵籍から除外される。海外で出生、6歳以前に出国し海外で暮らす在外国民2世は兵役が免除されているが就職など営利活動を行った場合、永住帰国申請を行った場合、1年の内6ヶ月以上滞在すると兵役が発生する。

## 歴史
韓国軍はアメリカ軍政下の1946年に発足した南朝鮮国防警備隊を前身とし、1948年の大韓民国成立により、正式に国軍となった。当時の兵力は微弱なものだったが、1950年に勃発した朝鮮戦争により急激に膨張し、60万人規模に達した。この兵力規模は冷戦体制下の南北対峙の局面で現在まで維持されている。
朝鮮戦争中にダグラス・マッカーサー率いる国連軍（実態はアメリカ軍を含む多国籍軍）に、韓国軍の作戦指揮権は委譲された。その後1953年の米韓相互防衛条約が結ばれる。1961年の5・16軍事クーデター以後は独裁による軍事政権が続き、韓国軍将官や士官出身者は社会のエリートとして政界や経済界で主要な位置を占めた。
ベトナム戦争においては、ROK（Republic of Korea）Armyと呼ばれた韓国軍はアメリカ軍に次ぐ規模の西側派遣外国軍であった。アジア圏における共産主義の拡大に危機感を募らせていた朴正煕政権は、1965年夏、アメリカ軍の軍事援助のもとベトナムへの派兵を決定。兵力は延べ37万名、最盛期には5万の兵力を南ベトナムに展開した。具体的部隊としては陸軍首都師団（猛虎部隊）、第9師団（白馬部隊）、海兵隊第2旅団（青龍部隊）でいずれも韓国軍最強の部隊である。
1978年11月、韓国軍と在韓米軍を統合・指揮する軍事機関である米韓連合司令部が設置される。作戦統制権は国連軍から米韓連合司令部が継承することとなる。なお1993年に平時における作戦統制権は、韓国軍へ移管された。
1979年、朴正煕が暗殺されると、軍防諜部隊トップである保安司令官・全斗煥少将が、自身がリーダーを務めていた軍内秘密組織「ハナフェ」やその後援者と共に粛軍クーデターを起こし、「新軍部」として軍の実権を掌握。翌1980年にかけて新軍部は民主化を進めようとした崔圭夏大統領の実権をなし崩し的に奪っていき、非常戒厳令の全国拡大を断行して事実上の軍政を復活させると、これに反対して民主化を求める一般市民を軍部隊を投入して虐殺する光州事件を起こした。
新軍部によって軍部独裁は継続したが、1987年の6月民主抗争によって民主化が果たされ、次いで1993年に金泳三政権が成立するとハナフェを始めとする軍閥の解体が断行され、軍部の政治関与はなくなった。2004年には、イラク戦争を展開するアメリカ軍の要請により、約3千名のザイトゥーン部隊をイラク北部に派遣している。
韓国では少子化が進んでおり、生産年齢人口は2017年、総人口も2031年より減り始めると予測されたため、韓国軍は2005年に近代化を進めつつ兵員を減らす計画を発表した。2019年では総人口は2020年から減少に転じると推計されている。2006年時点で68万人だった兵員は、2013年で61万人に削減され、2020年には52万人まで減らす予定である。

## 国際関係

### 対米関係
アメリカは朝鮮戦争に44万人の兵力を投入したが、その多くは休戦後に本国に引き上げた。1989年の在韓アメリカ軍の兵力は4万3200人（うち陸軍3万1600人）だった。
アメリカ軍の韓国駐留はソ連封じ込め政策の一環だったがソ連が崩壊したことや、米中関係も70年代にはF8戦闘機開発で協力するほど親密だったことなどから、アメリカ国内では朝鮮半島の南北対立は内部問題にすぎないとして在韓米軍廃止論が当時からあった。
イラク戦争でアメリカは2004年に韓国にあった第2歩兵師団の2個旅団のうち1個旅団を投入したが、そのままアメリカ本国に帰還したため第2歩兵師団は1個旅団（約4700人）が主体となった。
2018年9月末の在韓アメリカ軍人員は陸軍1万7200人、空軍8100人など計2万5800人となっている。

### 対日関係

#### 対日政策
第二次世界大戦後の創設当初は旧日本軍、満州国軍出身者が幹部のほとんどを占めていた影響により、今なお旧日本軍式の習慣が残存しているという。そのため「班長（반장）」「巡検（순검）」「昨日」「内務班」など、旧日本軍の軍隊用語が韓国軍でもそのまま定着している。
日本は同じ自由主義陣営国であるため、冷戦終了までは友好国として接していたが、一方の韓国では初代大統領李承晩が竹島、対馬の領有権を主張し、李承晩ラインを引き、数々の外交問題を引き起こしている。その後日韓基本条約の締結まで日韓の間に正式な外交関係を築けなかった。現在も国民の間の根強い反日感情や竹島（韓国名：独島）問題を反映して韓国軍は日本の自衛隊との衝突を想定した訓練も行っており、韓国軍では日本を仮想敵国として想定しているとする説もある。
自国の艦艇に日本を意識した艦名を命名することが多い。竹島の韓国名である独島を強襲揚陸艦に命名したのをはじめ、対馬を侵略した世宗大王、朝鮮出兵に参戦した李舜臣および彼を抜擢した柳成龍、任那を征服した広開土王が歴代主力艦に命名されている。さらに伊藤博文を暗殺したテロリスト安重根の名を潜水艦に命名している。実際、2005年10月に韓国政府は韓米定例安保協議会においてアメリカに対し日本を仮想敵国と表現するように要求していたとする説もある（もちろん日本と最重要レベルの同盟関係にあるアメリカ側がこの要求を受けるはずがなく、即時拒否したということになっている）。
韓国空軍は、日本の防空識別圏の直前まで南下し、航空自衛隊によるスクランブル発進の直前で反転する飛行訓練を常に行っている。
韓国海軍では海上自衛隊がイージス艦やP-3Cを装備を導入すると、同等の装備を導入して戦力の均衡を図っている。予算規模からすると過剰ともされるが、自衛隊と同じ装備を導入するという名目であれば予算が通りやすいという政治的な理由によるものである。艦船は他国の同クラス艦船に比べ近接防御火器システムを充実させている。これは対ソ戦を念頭に強化されてきたF-2を初めとする自衛隊の対艦攻撃能力への対抗策ではないかと考えられる。
近年では、射程500 km 以上の国産巡航ミサイル「天龍」を軸に、射程165-300 km のアメリカ製ミサイルATACMS、射程180-300 km の国産玄武I、II、などの地対地ミサイル部隊を新たに統括するミサイル司令部が新設された。また、誤差約5メートル以内の精密さと1,000 km の射程を誇る国産巡航ミサイル玄武IIIBの実戦配備が2004年、2005年から進められており、中国の沿岸部や北京、北海道と東北地方の一部を除く日本全域が射程に収められている。射程1,500 km の玄武IIICも2010年7月に実戦配備されていることが複数の韓国メディアで報じられている。
なお、韓国軍は自国の士官候補生などから学生を選抜し防衛大学校に長期留学生を派遣している。留学生は本科学生と同様の扱いを受けるが、卒業後は日本の幹部候補生学校に行くことはなく、本国に戻ることになる。日本も防衛大学校の学生を1年間留学させるなど交流がある。海軍では防衛交流により海自の技術や戦術を吸収している。

#### 竹島問題関連
2005年、韓国空軍はF-15K戦闘爆撃機を導入したが、その導入に際して韓国政府は、両国が領有権を争っており、現在韓国側が実効支配している竹島の防衛任務に就かせると発表した。
一方、韓国海軍は、将来的に創設される予定の「大洋艦隊」の旗艦として建造した強襲揚陸艦に竹島の韓国名である「独島」と名づけた。日本の抗議に対し、韓国政府は「不当な要求には断固とした対処をする」とはねつけた。
潜水艦については、将来的に、日本（16隻が定数だが現在延命させ22隻に増強）より多い18隻を就役させるとし、費用がかかるイージス艦よりも潜水艦によるプレゼンスを重視すると発表した。朝鮮半島周辺海域だけなら18隻体制は過剰であり、日本との有事の際に日本のシーレーンを封じ込めることを念頭に置いた政策と見る軍事専門家もいる。現在、佐世保に比較的近い済州島に新たに海軍基地を建設中であり、「独島艦」と最新鋭潜水艦をそこに集中配備する計画である。
陸軍では、2006年5月に韓国『国防日報』に、ホ・ピョンファン陸軍戦闘発展団長が寄稿文を寄せ、自衛隊の能力を高く評価した上で、竹島守備のために最新兵器を確保する必要性を強調した。必要とされる装備については、低コストで効率の良い非対称的武器体系を構築しなければならないとし、鬱陵島と竹島、日本海沿岸に、自衛隊の監視システムとミサイル・魚雷を組み合わせた複合打撃システムを構築すべしとした。
2006年6月22日、盧武鉉大統領は「日本が挑発しても『利益よりも損害のほうが多い』と思わせるくらいの防御力を持つことが重要である。日本との戦闘については政治に任せてほしい」と発言した。
2006年4月21日付のワシントン・ポストは、盧武鉉政権が、海上保安庁の竹島周辺海域海洋調査を阻止するため、日本政府への具体的な圧力として、『島根県内の防衛庁施設』に対する軍事攻撃を検討していたと報道した。また、同年7月11日に行われたウリ党指導部と統一外交通商委員会所属議員との晩餐会の席上、盧武鉉は「米国は友邦だが、日本とは対決しなければならない。」と発言したと、韓国各紙が報道した。また韓国大統領府がアメリカに対し、日本への核の傘の撤廃、並びに日本を仮想敵国とするように要請し、アメリカ政府が即座に拒否したとも報道されている。だが、こういった日韓関係の緊張を助長しかねない動きに、（特に先述の日本に対する軍事攻撃が実際に行なわれた場合、自衛隊との交戦だけでなく国際問題にも発展し、韓国の国際的信用失墜及び経済制裁等の経済的打撃を受けかねなかっただけに）韓国国内からも憂慮の声が強く上がっている。
2006年9月、韓国政府はアメリカ合衆国政府に対して、無人偵察機RQ-4 グローバルホークの韓国への販売を許可するように求めていることが明らかになった。一度はMTCRの規制を理由に販売を断られたが、現在は両国政府とも売買に向けて、前向きに検討中であることが明らかになっている。韓国政府が進めている「自主防衛」のために必要であるとの趣旨だが、これを報道した9月11日の朝鮮日報によると、無人偵察機導入のあかつきには、北朝鮮や中国以外にも、『日本全土』に対する偵察任務に当てる見込みであることが明記されている。
2007年7月、金成萬（キム・ソンマン）前韓国海軍司令官は、対馬軍事侵攻計画を立案すべきと韓国政府に求める内容の寄稿文を著した。

## 問題

### いじめ・体罰・自殺
韓国軍では1980-2004年に約8700名が兵役中に死亡し、年間死者数は100名以上であり、約50%が自殺とされている。『軍死亡事故現況』（国防部資料）によると、2004-14年8月11日の自殺将兵数は合計820名。
苛烈ないじめや体罰は自殺者や徴兵逃れの増加の理由の一つであり、韓国では主に男性教員による学校での体罰が問題となっているが、これも軍隊生活で体罰や私的制裁を受けた影響と考えられる。海外進出した韓国企業での韓国人管理職による部下への暴力が進出先の国で問題となることがある。
韓国全軍は「過酷行為」と言われる暴力などを部下に行使しないように国防部から命令として暴力禁止を掲げており、多少の改善は見られるが根本的な解決には至っていない。職業軍人たちは徴兵制度で来る兵士達が自殺・他殺・自傷・他傷などの軍事事故を起こした場合に懲戒免職される規定があり、軍隊生活は幹部達にとっても過酷である。性的暴力については人権活動家らは韓国軍内部での女性兵士に対する性的暴行は絶えることがないとして問題視している。2016年に議会に提出された資料では5年間に111人の女性兵士が上官から性的暴行を受けたと報告されている。
これらの問題をテーマとしたドラマ『D.P. -脱走兵追跡官-』が人気となった。
- 2005年：韓国陸軍訓練所食糞事件、漣川軍部隊銃乱射事件
- 2008年：いじめ自殺事件[45]
- 2011年：江華島海兵隊銃乱射事件、論山訓練所 髄膜炎死亡事件[46]
- 2012年：坡州銃器死亡事件（京畿道坡州市 陸軍第1師団 鉄条網警戒所）[47]
- 2013年：洪川韓国兵士脳腫瘍死亡事件
- 2014年：漣川後任兵暴行致死事件、江原道高城郡兵長銃乱射事件、陸軍兵士死亡事件（江原道高城郡 陸軍第22師団）[48]
- 2015年：軍内性的暴行事件[49]
- 2017年：海兵隊暴行いじめ事件[50]、海軍女性兵士死亡事件[43]
- 2021年：トランスジェンダー陸軍兵士死亡事件[51][52][53][54]、瑞山空軍女性兵士死亡事件（忠清南道瑞山市 空軍第20戦闘航空団）[55][56]、韓国海軍姜邯賛艦一等兵自殺事件、海軍女性兵士死亡事件[57]、陸軍女性兵士死亡事件[58]
- 2022年：女性大尉死亡事件[59]

### ベトナム戦争での問題
韓国軍は朝鮮戦争で、自軍領域内に共産主義側のゲリラや協力者がいるというベトナムと同様の状況での実戦を経験していた。ベトナム戦争における韓国軍の戦闘方法はきわめて勇敢かつ合理的で、アメリカの新聞にダイハン（韓国軍）の特集が組まれたほどである。また、韓国軍と北ベトナム軍の損害比は36：1であり（アメリカ軍と北ベトナム軍の損害比は12:1）、北ベトナム軍の文書には「確実に勝てる状況以外、韓国軍との接触は極力避けること」と書かれていたほどであった。
その一方で、アメリカ軍と同様に民間人の虐殺を行った（タイビン村虐殺事件・フォンニィ・フォンニャットの虐殺・ハミの虐殺など）が、その内容は女性や子供を井戸に生きたまま落とし助けを求める声を聞きながら手榴弾を投げこむ、強姦した後生きている女性の胸をえぐる等極めて残虐なものであった。そしてベトナムへ進出した韓国人労働者や兵士とベトナム人女性との間に、混血児『ライダイハン』が約2000人生まれ、韓国軍撤兵後もそのまま現地に残されることとなった。彼らはその出自によってベトナム国内において差別され、一部の児童たちが極貧の生活を余儀なくされている。
これら一連の韓国軍のベトナム戦争中の国際法に反する複数の集団強姦を伴う虐殺行為（ハミの虐殺・タイビン村虐殺事件)は、第二次大戦終結後に発生した組織的虐殺の中でも、ユーゴスラビア紛争時の民族浄化行為と共に、村落ごと皆殺しにするなど、その残虐性が際立っており、重大な人権侵害が伴う大規模なジェノサイド行為である。虐殺の発生自体は複数の国際調査機関によって確認されているが、犠牲者数については両国政府の意見が食い違っており、特に虐殺当事者の韓国政府が正式な謝罪及び賠償を拒否している為、現在でも国際NPO団体による現地での聞き取り調査などが実施されており、正確な犠牲者数を認定するための科学的検証が続いている。

### 防衛装備に関する汚職
2014年から2015年に掛けて韓国軍全体に渡る複数の防衛装備汚職事件が発覚している。2015年7月の防衛事業不正合同団の中間報告段階において、海軍6件、陸軍3件、空軍3件の合わせて12件の汚職について、2人の元海軍参謀総長、元国家報勲処長、現役の予備役将軍10人を含む67人が起訴されている。また時効により起訴はされなかったが、これ以外にも複数の汚職が発覚したという。
例えば、海軍の救難艦「統営」に関する汚職では、納入業者が救助艦用のソナーの代金の41億ウォンを国から受け取りながら、実際には2億ウォン（約2160万円）のマグロ漁船用の魚群探知機を納入したとして問題になった。この際、当時防衛事業庁に所属していた海軍中佐が、魚群探知機を扱う会社の社員から、自社製品を海軍軍艦に採用してほしいと頼まれ、約5億1千万ウォン（5500万円）の賄賂を受け取っていた。また、この中佐は他の業者から統営艦のウインチ納入に関して1億ウォン（1080万円）の賄賂を受け取っていた。
陸軍の野戦用の防寒服に関する汚職では、納品を巡り特定業者に便宜を図ったとして、防衛事業庁の大佐と部長が逮捕された。部長は部下の反対を無視して出身高校の先輩が役員をしている企業と10億ウォン（約1億800万円）の取引をしていた。
2011年には、砲兵部隊用の4GBのUSBメモリー（当時市価1万ウォン＝約1080円）を、特定の生産業者から95万ウォン（約10万2600円）の高値で660個も購入していたことも発覚している。

### 敵前逃亡
朝鮮戦争では、上官と部下が揃って逃げる韓国軍の実態が問題となった。韓国軍は中国軍によって戦線の遙か後方にまで駆逐され、その度にアメリカ軍から供与された高価な装備品を簡単に放棄することを繰り返した。武器を放り出して敵前逃亡するのは韓国軍の常とされ、国連軍を率いたマシュー・リッジウェイ将軍は自伝にその憤りを綴っている。中国軍もそれを悟り、イギリス軍やトルコ軍、アメリカ軍の担当区域ではなく、常に韓国軍の担当区域を最初に攻撃するようになった。韓国軍はすぐに総崩れになり逃げだすために他に国連軍部隊にも危険が及び、彼らもまた後退を余儀されたとリッジウェイ将軍は語っている。全ての韓国軍を一度前線から撤退させ、再訓練することも検討された。

### 兵役逃れ問題
近年は徴兵逃れのために国外へ移住したり、国籍出生地主義を採用している国で出産し、二重国籍を取らせて兵役年齢に達すると韓国籍を放棄するという徴兵忌避がある他、政治家の子弟や俳優、スポーツ選手など、軍幹部への働きかけや金銭により徴兵をのがれている者もあり、社会的地位やある種の報奨としての徴兵免除はたびたび社会問題となっている。
軍に入営すると、新聞や雑誌、携帯電話の個人的保有は認められず、外出の自由もなく、現代の若者にとり大きな負担であり、徴兵を嫌悪する者は多い。例えば恋人などがいても、徴兵期間の間にほとんどの交際が消滅するという。これらの問題対応するため待遇改善を進めている。
大部分が徴兵検査後に大学に入学し、それから休学、入隊という形を取っているため、必然的に大卒者の平均年齢が高くなる。
徴兵後に都市部の警察機動隊への配置となった場合、比較的自由があったが、陸軍入隊者の中から無作為に指定して地方警察庁に背側させた「戦闘警察」と、自ら応募して最初から警察機動隊として勤務することに決められている「義務警察」制度が現在は廃止されていて、警察機動隊としての兵役はもうできない。